# Radie Britain
Pour les articles homonymes, voir Britain.
Radie Britain (17 mars 1899 - 23 mai 1994) est une pianiste, écrivaine, professeure de musique et compositrice de musique symphonique née au Texas.

## Biographie
Radie Britain nait le 17 mars 1899 près de Silverton, au Texas, fille d'Edgar Charles et de Katie (Ford) Britaina,. Elle étudie au Clarendon College (en) au Texas et au Conservatoire américain de Chicago avec Heniot Levy, obtenant un baccalauréat en musique et en piano en 1921.
Après avoir obtenu son diplôme, Britain enseigne la musique pendant un an au Clarendon College et en privé à Amarillo.
En 1922, elle étudie l'orgue avec Pietro Yon à Dallas et en 1923 avec Marcel Dupré à Paris, en 1924 le piano avec Adele Aus der Ohe à Berlin et la composition avec Albert Noelte à Munich qui l'encourage à poursuivre la composition.
Elle fait ses débuts de compositrice à Munich en mai 1926.
Elle retourne au Texas après la mort de sa sœur et enseigne ensuite au Girvin Institute of Music and Allied Arts de Chicago. Elle compose des œuvres orchestrales dans la tradition du post-romantisme allemand durant cette période.
Son poème héroïque (1929) remporte le prix Juilliard National Publication en 1930. Avec l'aide du Federal Music Project ses œuvres sont jouées par des orchestres symphoniques pendant une décennie.
Elle épouse l'homme d'affaires de Chicago Leslie Edward Moeller en 1930 et a une fille, Lerae, en 1932. Elle passe les étés 1935 et 1936 dans la célèbre MacDowell Colony. Le couple divorce en 1939 et elle déménage à Hollywood, en Californie. Elle épouse le sculpteur italien Edgardo Simone (it) en 1940.
Elle reçoit un doctorat honorifique du Conservatoire des arts musicaux d'Amarillo en 1958.
Après la mort de Simone en 1949, elle écrit un roman autobiographique, Bravo, basé sur sa relation avec lui.
Elle épouse le pionnier de l'aviation Theodore Morton en 1959.
Elle meurt à Palm Desert, en Californie le 23 mai 1994,.

## Œuvres
Britain a incorporé des thèmes musicaux du sud-ouest des États-Unis dans ses compositions.
- Angel Chimes
- Brothers of the Clouds avec chœur TTBB
- The Builders avec chœur SATB
- Cactus Rhapsody
- Chicken in the Rough
- Chipmunks pour bois, harpe et percussions
- Cosmic Mist Symphony
- Cowboy Rhapsody
- Drouth
- The Earth Does Not Wish for Beauty avec chœur SATB
- Earth of God (orchestre à cordes)
- Les Fameux Douze pour petit orchestre
- Four Sarabandes pour petit orchestre
- Franciscan Sketches
- San Luis Rey
- Saint Francis of Assisi
- Heroic Poem
- Infant Suite
- In Living Ecstasy pour voix seule
- Jewels of Lake Tahoe
- Kambu
- Lament pour violon seul
- Little per cent
- Minha Terra
- Mother: A Melody of Love avec narrateur
- Nisan with SATB chœur[6]